# Banjarbaru
Banjarbaru est une ville indonésienne du Kalimantan du Sud située au pied des monts Meratus (en), à environ 35 km au sud-est de Banjarmasin. Il s'agit de la capitale du Kalimantan du Sud depuis le 17 février 2022. Sa population est estimée à 199 627 habitants en 2010. La ville comprend la localité de Martapura, située directement au nord de Banjarbaru.